# Kesseler (Lippetal)

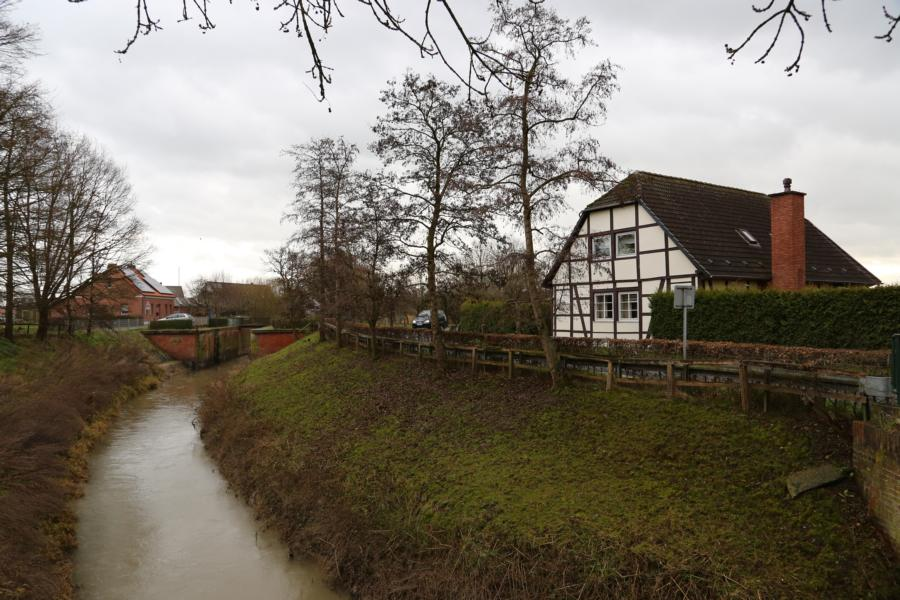
Fachwerkhaus, alte Schleuse und Schleusenkanal in Kesseler

Kesseler ist eine Bauerschaft nahe dem Ortsteil Herzfeld in der Gemeinde Lippetal, Kreis Soest, die früher auch mit Castrum, Castellum und später Keteslere bezeichnet wurde. Der Name könnte auf ein noch nicht gefundenes, aber in der Existenz bekanntes Römisches Militärlager hinweisen. 
Kesseler befindet sich rechtsseitig, also nördlich der Lippe und wird in Ost-West-Richtung von der Kesseler Straße (L 822) durchquert. In Zeiten der Lippeschifffahrt wurde hier eine Schleuse mit Wärterhaus eingerichtet, die gut erhalten ist und als Bootsgasse genutzt wird. Zwei Brücken überqueren den Schleusenkanal und die Lippe in Richtung Oestinghausen. 
Kesseler ist ein beliebtes (Fahrrad-)Ausflugsziel. Erwähnenswert sind die St.-Agatha-Kapelle, der ehemalige Gasthof Kesseler Mühle und das alte Wehr sowie die Reste der Schleuse Kesseler. Auf der gegenüberliegenden Seite der Lippe sind Altarme der Lippe erhalten.
Die Lippeschleuse ist in den Sommermonaten eine häufig genutztes Ausstiegs- und Zustiegsstelle für touristische Bootsfahrten auf der Lippe.
Koordinaten: 51° 39′ 53″ N, 8° 6′ 34″ O